# Sarah Schönfeld
Sarah Ancelle Schönfeld  (* 1979 in Berlin) ist eine deutsche Künstlerin.

## Biografisches
Sarah Ancelle Schönfeld lebt und arbeitet in Berlin. 1999–2005 Studium der Bildenden Kunst an der Universität der Künste Berlin (UdK) Berlin Meisterschülerin bei Lothar Baumgarten. Ausgehend von der Annahme, dass unser westlich-liberales Weltverständnis zum Bewältigen der global immer weiter akkumulierenden Problemlage nicht ausreicht, entwirft Sarah Ancelle Schönfeld immer wieder verschiedene rätselhafte Laboratorien und Behandlungen, in denen mit unterschiedlichsten, radikal interdisziplinären Methoden versucht wird, Lösungen, Heilung und Sinn neu zu generieren. Sarah Ancelle Schönfeld ist schalkhaft auf der Suche nach relevanten Updates sogenannter Volksweisheiten. Ihre Laboratorien materialisieren sich in Installationen, Performances, Skulpturen, Instrumenten, Fotografien und Collagen. In ihre Praxis bezieht sie Ansätze aus verschiedenen Bereichen wie Wissenschaft, Religion, Mythologie, Magie und Technik ein. Sie erforscht verschiedene Arten der Wissens- und Wahrheitsproduktion, die das menschliche Selbst und die als „Realität“ bezeichnete Vereinbarung in unserer Welt konstituieren, kontrollieren und reproduzieren. Ihre Arbeit wurden in zahlreichen Einzel- und Gruppenausstellungen gezeigt: u. a. Sammlung Berghain/Boros, Straßburg Biennale, Staatliche Kunsthalle Baden-Baden, MAK Wien/Wien Biennale.

## Werke

### All You Can Feel
Seit den 1950er-Jahren verstehen wir in der westlichen Welt unsere intimsten Wünsche und Erfahrungen zunehmend als Produkte eines sogenannten „chemischen Selbst“. Wir sind in der Lage, Stimmungen, Ärger und Krankheiten sowohl physiologisch als auch psychologisch durch ein Ungleichgewicht von Substanzen im Körper zu erklären.
In der Arbeit All You Can Feel (2013) wurden verflüssigte Arzneimittel, synthetisch hergestellte körpereigene Substanzen und illegale Drogen auf die empfindliche Seite eines fotografischen Negativs aufgebracht. Nach einigen Tagen oder Wochen wurde das Ergebnis einer chemischen Wechselwirkung zwischen der Fotoemulsion und der Substanz sichtbar, die schließlich in der Dunkelkammer vergrößert wurde. Durch die Integration der Pharmazeutika in den fotografischen Prozess wurden sie als alternative Belichtungsmethode eingesetzt. Die Substanzen „hacken“ das System des Negativs, indem sie dessen Oberfläche angreifen und tief in deren Struktur eindringen und sich dort als eine Art Porträt offenbaren. In All You Can Feel werden die Möglichkeiten der Fotografie an den Grenzen des visuell Darstellbaren – der Schnittstelle zwischen Darstellung und Wirklichkeit – ausgelotet.

### Hero’s Journey
Hero‘s Journey (Vitrine), ist eine 4 Meter lange Glasvitrine, die mit 1000 Liter menschlichem Urin gefüllt ist und von beiden Seiten mit LEDs beleuchtet wird. Die Skulptur ist das Ergebnis eines Sammelprozesses, bei dem Besucher des legendären Techno-Nachtclubs Berghain in Berlin gebeten wurden, ihren Urin beizusteuern.
Diese Arbeit ist ein flüssiger Reisebericht und eine flüssige Archäologie der Ekstase, die direkt von den teilnehmenden Körpern abgeleitet ist. Der Titel bezieht sich auf das Motiv des klassischen Monomythos von Joseph Campbell, die Heldenreise.
Nachdem es 2014 im Berghain (in der Ausstellung „10“) und in den Staatlichen Museen zu Berlin 2017 (in der Ausstellung „Alchemie“) ausgestellt wurde, wird es aufgrund dessen noch 5–10 Jahre in flüssiger Form ausstellbar sein der Konservierungszusatz Phenonip, der hauptsächlich zur Konservierung von Kosmetika verwendet wird. Nach dieser Zeitspanne wird die gesammelte Flüssigkeit kontrolliert zu einem Kristall kondensiert.

## Ausstellungen (Auswahl)
- 2014 10 Berghain, Berlin (Gruppenausstellung)
- 2017 Alchemie Staatliche Museen zu Berlin, Berlin (Gruppenausstellung)
- 2018 Sarah Ancelle Schönfeld – Alien Linguistic Lab, Staatliche Kunsthalle Baden-Baden, Baden-Baden[8]

## Publikationen
- All you can feel Schoenfeld, Sarah. – Bielefeld : Kerber, 2013 ISBN 978-3-86678-900-5